# Gloria Stuart
Gloria Frances Stuart (født Gloria Stewart 4. juli 1910, død 26. september 2010) var en amerikansk skuespiller. Hun var meget populær i Hollywoods guldalder, men trappede med tiden gradvist ned for sin skuespillerkarriere. For det nutidige publikum er hun nok mest kendt i rollen som den aldrende Rose i filmen Titanic fra 1997; en rolle som hun egentlig var for ung for til spille, da Stuart endnu ikke var fyldt 2 år, da skibet forliste (Rose er 17 år i filmens flashback). For sin præstation i filmen blev hun nomineret til en Oscar for bedste kvindelige birolle.